# 医学光声成像

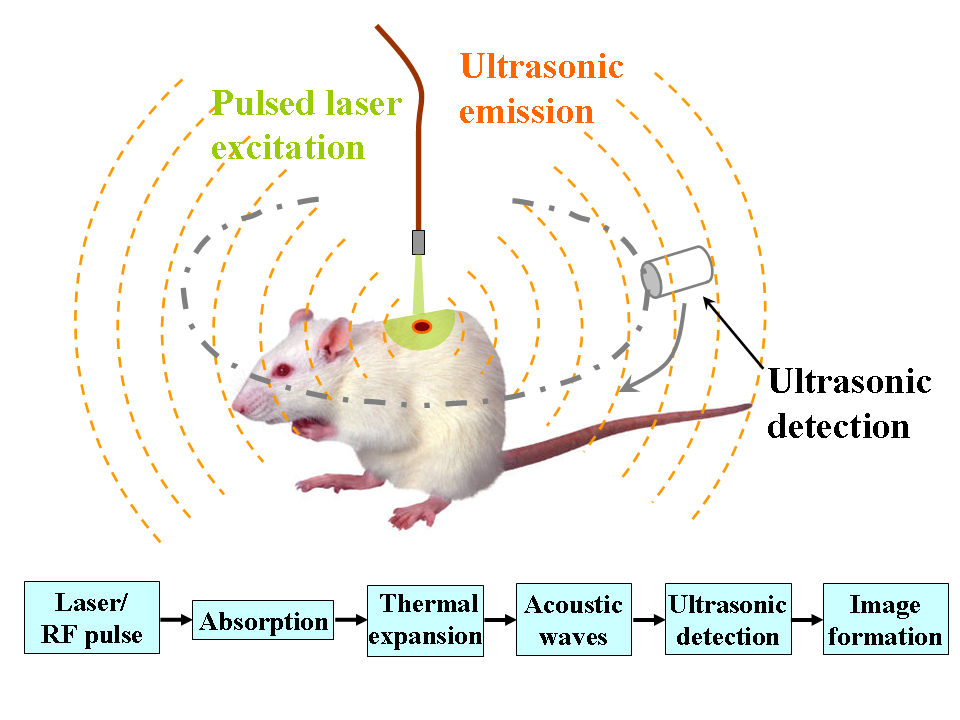
图1：光声成像原理简图。

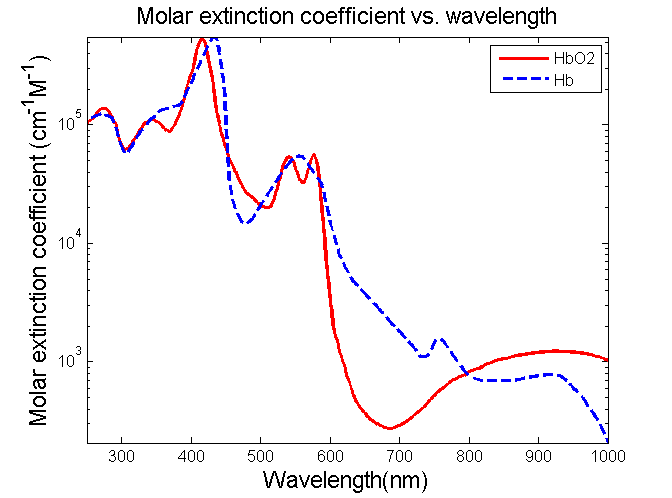
图2：氧合血红蛋白和脱氧血红蛋白的吸收光谱。

医用光声成像是一种基于光声效应建立的混合模式生物/医学成像方法。一般来说，在光声成像中需要用脉冲激光照射成像部位（热声成像则特指用无线电频率的脉冲激光进行照射）。一部分被吸收的光能将会被转化为热能，使附近的组织发生热弹性膨胀，从而形成宽带（兆赫兹级）的超声波发射。这一超声波可以用超声换能器检测，而后者正是一般超声造影中所用的主要探测器。但不同于超声造影的是，光声成像利用了体内不同组分吸收性质的不同。譬如血红蛋白浓度的大小，组织血氧饱和度的高低，均会影响组织的光吸收能力，从而改变超声信号的强度。换言之，检测器探测到的（二维或三维）超声强度空间分布，实际上反映了成像对象内（与光吸收相关的）病理学信息。上述原理如图1所示。
生物组织的光学吸收既可能产生于内源性分子如黑色素等，也可能产生于外源性引入的各种造影剂。图2展示了一种典型内源性光吸收分子——血红蛋白的两种形态（氧合血红蛋白与脱氧血红蛋白）在可见和近红外波段的吸收光谱。由于血红蛋白的吸光度一般比周围其他物质高得多，因此其也就成为了血管光声成像一类有力的造影剂。近期的研究已发现，光声成像可用于活体内肿瘤血管新生的检测、血氧饱和度扫描、大脑功能成像以及皮肤黑色素瘤探测等诸多生命和医学领域 。

## 成像系统
根据成像方式的不同，光声成像系统可以分为两种不同类型：光声/热声计算机断层扫描（PAT/TAT）和光声显微镜（PAM）。前者利用的是非聚焦的超声波探测器，获得的超声波信号通过反向求解光声方程（见下），重构出信号源的三维空间分布；后者则使用聚焦型的球形超声波探测器，每次采集一个点的信息，通过二维扫描来获得光声图像，不涉及重构问题。PAT/TAT的优势在于高穿透深度和三维成像；PAM的优势则在于低深度下的高空间分辨率。

### 光声/热声计算机断层扫描（PAT/TAT）

#### 原理
给定一个热函数{\displaystyle H({\vec {r}},t)}（可认为是由于某一时刻 {\displaystyle t} 的光照刺激而在三维空间中 {\displaystyle {\vec {r}}} 位置产生的热效应），则随后产生的光声波压力在声学均匀非粘性介质中的传播可以描述为：
{\displaystyle \nabla ^{2}p({\vec {r}},t)-{\frac {1}{v_{s}^{2}}}{\frac {\partial ^{2}}{\partial {t^{2}}}}p({\vec {r}},t)=-{\frac {\beta }{C_{p}}}{\frac {\partial }{\partial t}}H({\vec {r}},t)\qquad \qquad \quad \quad (1)}
其中 {\displaystyle v_{s}} 代表介质中的声速， {\displaystyle \beta } 代表介质的热膨胀系数， {\displaystyle C_{p}} 则是介质的恒压热容。需要注意的是，方程（1）中引入了热隔离的假设，即热传导在脉冲激光照射期间可以忽略不计；当脉冲脉宽比介质的热弛豫时间要短得多的时候，这一假设确是成立的。
方程（1）的解为
{\displaystyle \left.p({\vec {r}},t)={\frac {\beta }{4\pi C_{p}}}\int {\frac {d{\vec {r'}}}{|{\vec {r}}-{\vec {r'}}|}}{\frac {\partial H({\vec {r'}},t')}{\partial t'}}\right|_{t'=t-|{\vec {r}}-{\vec {r'}}|/v_{s}}\qquad \quad \,\,\,\,(2)}
这里，可以把 {\displaystyle {\vec {r'}}} 看作是光声信号源（如体内血管）的所在位置，而 {\displaystyle {\vec {r}}}则是检测器的所在位置。方程（2）描述了 {\displaystyle {\vec {r'}}} 位置产生热效应后，在{\displaystyle {\vec {r}}}位置产生压力信号的过程。 
如果再考虑到压力隔离（当脉宽比压力弛豫时间短得多时），方程（2）就可进一步改写为
{\displaystyle p({\vec {r}},t)={\frac {1}{4\pi v_{s}^{2}}}{\frac {\partial }{\partial t}}\left[{\frac {1}{v_{s}t}}\int d{\vec {r'}}p_{0}({\vec {r'}})\delta \left(t-{\frac {|{\vec {r}}-{\vec {r'}}|}{v_{s}}}\right)\right]\qquad \,(3)}
其中 {\displaystyle p_{0}} 指初始（未经弛豫）的光声压力。

#### 重构算法
从方程（3）可以看出，通过在 {\displaystyle {\vec {r}}} 位置的超声换能器接受到的压力信号，可以反推出在距离探测器{\displaystyle {\vec {r}}-{\vec {r'}}}处，存在一个初始压强为 {\displaystyle p_{0}} 的光声信号源；为得到 {\displaystyle {\vec {r'}}} 和  {\displaystyle p_{0}} 的值，就需要让超声换能器延包围信号源的特定表面进行扫描，再对得到的信号进行三维重构。对PAT而言，一种具有代表性的三位重构方法是反投影算法。这种方法可以适用于球形，圆柱型或平面扫描模式。
反投影方程可以写作：
{\displaystyle \left.p_{0}({\vec {r}})=\int _{\Omega _{0}}{\frac {d\Omega _{0}}{\Omega _{0}}}\left[2p({\vec {r_{0}}},v_{s}t)-2v_{s}t{\frac {\partial p({\vec {r_{0}}},v_{s}t)}{\partial (v_{s}t)}}\right]\right|_{t=|{\vec {r}}-{\vec {r_{0}}}|/v_{s}}\qquad \quad (4)}
其中 {\displaystyle \Omega _{0}} 指的是信号源对向整个扫描面积 {\displaystyle S_{0}} 的立体角，而{\displaystyle d\Omega _{0}}则可表达为
{\displaystyle d\Omega _{0}={\frac {dS_{0}}{|{\vec {r}}-{\vec {r_{0}}}|^{2}}}{\frac {{\hat {n}}_{0}^{s}.({\vec {r}}-{\vec {r_{0}}})}{|{\vec {r}}-{\vec {r_{0}}}|}}.}

#### 典型光声/热声计算机断层扫描成像系统
典型的光声断层扫描成像系统如图3左侧所示。激光通过扩束，弥散地照射在整个成像区域。目标部位光声信号强度，与该部位的光吸收强度成正比，并由超声换能器加以检测。至于热声断层扫描系统与之类似，只是将激发源从激光换成了微波。典型的热声成像系统如图3右侧所示。对于这两种系统，使用单元超声换能器或超声换能器阵列都是可行的。

#### 光声/热声断层扫描的生物医学应用
高的空间分辨率和对光吸收敏感的特征，尤其是许多内源性物质本身可以作为造影剂这一点，赋予了光声/热声成像极大的应用前景，譬如：

##### 脑损伤探测[6]
大脑中具有不同光吸收性质的软组织可以用光声成像技术加以鉴别。比如在图4a的例子中，受损脑组织与正常软组织背景的吸光性质就有着显著区别，从而导致了两类区域在图像对比度上的差异。图4b是成像实验之后拍摄的相应开颅照片，可以看到二者吻合得相当好。

##### 血流动力学监测[7][6]
在可见光区，氧合血红蛋白({\displaystyle HbO_{2}\,})和脱氧血红蛋白({\displaystyle Hb\,})是生物组织中占主导地位的光吸收物质。如图1所示，二者的吸收光谱虽趋势相近，但并不完全相同。利用这一特点，通过测定一份血样在两个不同波长下的吸收系数，就可以根据下式计算出血样中氧合血样蛋白{\displaystyle HbO_{2}\,}和脱氧血红蛋白{\displaystyle Hb\,}的浓度：
{\displaystyle \mu _{a}(\lambda _{1})=\ln(10)\varepsilon _{HbO2}(\lambda _{1})C_{HbO2}+\ln(10)\varepsilon _{Hb}(\lambda _{1})C_{Hb}\,}
{\displaystyle \mu _{a}(\lambda _{2})=\ln(10)\varepsilon _{HbO2}(\lambda _{2})C_{HbO2}+\ln(10)\varepsilon _{Hb}(\lambda _{2})C_{Hb}\,}
这样，不仅可以得到二者的总浓度（血红蛋白总浓度，HbT)，还能计算出血氧饱和度，即
{\displaystyle SO_{2}={\frac {C_{HbO2}}{C_{HbO2}+C_{Hb}}}}
利用这些信息，就可以实现脑部血流动力学的有效监测。图5展示了脑部血流对微小刺激响应的光声功能成像。其中a图显示的是，在保持大鼠颅骨及皮肤完整情况下，获取的大脑皮层表面血管分布PAT图像；b和c则是对其左侧和右侧分别进行微小刺激后获得的PAT图像。d为开颅后的照片，其中大写字母A指示出受到刺激后被激活的区域。
图6展示的则是不同病理学条件下，大鼠大脑皮层血氧饱和度和血红蛋白总浓度的PAT图像。在高氧条件下，大鼠大脑皮层平均血氧饱和度水平要比常氧条件下高约10%，血红蛋白总浓度提高约4%；而在缺氧条件下，平均血氧饱和度水平则比常氧条件下低约13%，血红蛋白总浓度却提高约12%。

##### 乳腺癌诊断[8]
热声成像（TAT）由于利用了散射较低的微波作为激发源，因此可以穿透深达数厘米的组织进行成像，而其空间分辨率仍能达到亚毫米量级。由于肿瘤组织与一般组织对于无线电频率的响应相差甚大，因此热声成像在早期乳腺癌诊断方面具有很大的优势。图7显示了一个乳房切除术样本的热声成像照片，可以看到，肿瘤组织的微波吸收远比良性组织要高，因此可以轻松地对二者进行区分。

### 光声显微镜（PAM）
图8展示了一个代表性的光声显微镜装置。其中所用的激发源是一个由脉冲Nd:YAG激光器（钕掺杂钇铝石榴石激光器）所泵浦的可调谐染料激光器。利用该激光器可产生532-770纳米范围内特定波长的短脉冲，通过光纤引到样品上方，环形聚焦在成像位置（中心为一暗斑），焦点功率密度约为6毫焦耳/平方厘米，重复频率为10赫兹。焦点上方成像目标物表面放置超声换能器，接收超声波信号。光纤和超声换能器等可以随载物台自由移动，从而实现二维平面上的扫描。
光声显微镜的成像深度受限于超声波在传播中的衰减，而其空间分辨率则受限于所用超声换能器的频率和聚焦能力。中心频率较高的超声换能器有助于实现较高的轴向分辨率，而高的侧向分辨率则需要换能器的焦点直径较小。譬如，在50兆赫兹频率下工作的超声换能器可以达到15微米的轴向分辨率和45微米的侧向分辨率，同时穿透深度可以达到约3毫米。
光声显微镜在功能成像领域有着众多应用。比如，光声显微镜可以探测小血管中血红蛋白在氧合/脱氧两种形态之间的变化，图9就展示了利用前述原理区分小动脉（红色）和小静脉（蓝色）的高分辨图像。图11则展示了利用PAM观察皮肤黑色素瘤，并通过采用两种不同波长进行激发，将黑色素瘤与周围血管组织成功区分的例子。

## 与其他成像手段的比较
|                                            | 频率范围 | 对比度来源   | 穿透深度 | 轴向分辨率 | 侧向分辨率 | 成像速度 |
| ------------------------------------------ | -------- | ------------ | -------- | ---------- | ---------- | -------- |
|                                            | Hz       |              | mm       | µm         | µm         | Mvx/s    |
| 光声显微镜                                 | 50 M     | 光吸收       | 3        | 15         | 45         | 0.5      |
| 光声断层扫描成像                           | 5 M      | 光吸收       | 50       | 700        | 700        | 0.5      |
| 共聚焦显微镜                               |          | 荧光、光散射 | 0.2      | 3-20       | 0.3-3      | 10-100   |
| 双光子显微镜                               |          | 荧光         | 0.5-1.0  | 1-10       | 0.3-3      | 10-100   |
| 光学相干断层扫描                           | 50 T     | 光散射       | 1-2      | 0.5-10     | 1-10       | 20-4.000 |
| 扫描激光声学显微镜                         | 300 M    | 超声波散射   | 1-2      | 20         | 20         | 10       |
| 声学显微镜                                 | 50 M     | 超声波散射   | 20       | 20-100     | 80-160     | 0.1      |
| 超声造影                                   | 5 M      | 超声波散射   | 60       | 300        | 300        | 1        |
| 表1 不同成像手段间成像原理与技术指标的比较 |          |              |          |            |            |          |